# Berthold Fellmann
Berthold Fellmann (* 14. Januar 1938 in Nürnberg; † 22. Oktober 2014 in München) war ein deutscher Klassischer Archäologe.
Nach dem Abitur 1959 an der Schule Birklehof und dem Wehrdienst studierte Berthold Fellmann seit dem Wintersemester 1960/61 Klassische Archäologie, Alte Geschichte, Kunstgeschichte und Zeitungswissenschaft an der Universität München. 1969 wurde er bei Ernst Homann-Wedeking mit einer Dissertation zu den antiken Darstellungen des Polyphem promoviert. 1972 war er Kurator der anlässlich der XX. Olympischen Spiele im Deutschen Museum in München gezeigten Ausstellung 100 Jahre deutsche Ausgrabungen in Olympia. Seit 1981 bearbeitet er die schwarzfigurigen Schalen in der Münchener Antikensammlung, die er in drei Bänden des Corpus Vasorum Antiquorum Deutschland vorlegte. Daneben schrieb er eine Monographie zu einer Materialgattung aus Olympia.

## Veröffentlichungen
- Die antiken Darstellungen des Polyphemabenteuers. Münchner archäologische Studien Band 5. Fink, München 1972.
- Frühe olympische Gürtelschmuckscheiben aus Bronze. (= Olympische Forschungen, Band 16), De Gruyter, Berlin 1984. ISBN 3-11-009729-X
- Corpus Vasorum Antiquorum. Deutschland Band 56. München, Antikensammlungen ehemals Museum antiker Kleinkunst. Band 10. C. H. Beck, München 1988, ISBN 3-406-33006-1
- Corpus Vasorum Antiquorum. Deutschland Band 57. München, Antikensammlungen ehemals Museum antiker Kleinkunst. Band 11. C. H. Beck, München 1989, ISBN  3-406-33653-1
- Corpus Vasorum Antiquorum. Deutschland Band 77. München, Antikensammlungen ehemals Museum antiker Kleinkunst. Band 13. Attisch-schwarzfigurige Augenschalen C. H. Beck, München 2004, ISBN   3-406-51960-1